# شهرستان لی (کارولینای جنوبی)
شهرستان لی، کارولینای جنوبی (به انگلیسی: Lee County, South Carolina) یک سکونتگاه مسکونی در ایالات متحده آمریکا است که در کارولینای جنوبی واقع شده‌است.

## خصوصیات
شهرستان لی ۱٬۰۶۴٫۴۹ کیلومترمربع مساحت دارد.